# Cecilia Rouse
Cecilia Elena Rouse (ur. 18 grudnia 1963 w Walnut Creek) – amerykańska ekonomistka, profesor ekonomii, dziekanka Woodrow Wilson School Uniwersytetu w Princeton i pracowniczka naukowa NBER. Zajmuje się ekonomią pracy i oświaty. Wskazana przez prezydenta-elekta Joe Bidena na stanowisko przewodniczącej Rady Doradców Ekonomicznych w jego administracji.

## Życiorys

### Wczesne życie i edukacja
Jej matka jest psycholożką szkolną, a ojciec fizykiem akademickim. Wspominała, że jej rodzice przykładali duże znaczenie do wykształcenia dzieci. Ukończyła studia w dziedzinie ekonomii na Uniwersytecie Harvarda (B.A. cum laude 1986, Ph.D. 1992), pisząc doktorat pod kierunkiem Lawrence`a Katza i Claudii Goldin. Początkowo planowała zostać inżynierką, zainteresowała się ekonomią pod wpływem popularnej klasy wprowadzenia do tego przedmiotu. Jedna z jej sióstr także pracuje na Princeton i jest profesorką antropologii.
Cecilia wyszła za mąż za Forda Morrisona, syna pisarki Toni Morrison. Mają dwie córki.

### Praca i dalsze życie
Po studiach dołączyła do kadry Uniwersytetu w Princeton, gdzie pracuje do dziś. Założyła tam program badań edukacyjnych, i obejmuje stanowisko dziekanki Woodrow Wilson School.
W ramach jej zainteresowań naukowych badała m.in. efektywność bonów oświatowych, dyskryminację na rynku pracy, i efekty zewnętrzne edukacji. Gra na instrumentach muzycznych, co zainspirowało słynne badanie rekrutacji do orkiestr muzycznych, które przeprowadziła razem z Goldin.
W okresie 1998–99 służyła w National Economic Council przy administracji Billa Clintona, a w latach 2009–11 zasiadała w Radzie Doradców Ekonomicznych administracji Baracka Obamy. Jest redaktorką czasopism naukowych, m.in. The Future of Children. W 2016 była laureatką Carolyn Shaw Bell Award.